# Amt Herzebrock
Das Amt Herzebrock war ein Amt im Kreis Wiedenbrück in Nordrhein-Westfalen, Deutschland mit Sitz in Herzebrock. Es ging aus den Bürgermeistereien Clarholz und Herzebrock sowie den Ämtern Clarholz und Herzebrock hervor.

## Vorgeschichte
Nachdem die Herrschaft Rheda 1808 von Napoleon Bonaparte dem Großherzogtum Berg zugeteilt wurde, wurden in ihrem Gebiet Verwaltungsstrukturen nach französischem Vorbild eingeführt. Aus der Herrschaft Rheda wurde der Kanton Rheda im Arrondissement Hamm des Ruhrdepartements gebildet. Der Kanton war in die vier Mairien (Bürgermeistereien) Rheda, Gütersloh, Clarholz und Herzebrock gegliedert.
Nach der napoleonischen Niederlage wurde die Herrschaft Rheda preußisch und 1815 Teil der Provinz Westfalen. Sie wurde 1816 dem neuen Kreis Wiedenbrück zugeordnet. Die Mairien aus der Franzosenzeit bestanden im Kreis Wiedenbrück als Bürgermeistereien fort.

## Das Amt Herzebrock
Bei der Einführung der westfälischen Landgemeinde-Ordnung von 1841 wurden die Verwaltungsbezirke unterhalb der Kreisebene, sofern es sich nicht um Städte gemäß der revidierten Städteordnung handelte, zu Ämtern. Im Kreis Wiedenbrück wurden dadurch aus dem Bürgermeistereien Clarholz und Herzebrock die beiden Ämter Clarholz und Herzebrock. Das Amt Clarholz umfasste die beiden Gemeinden Clarholz und Lette, während das Amt Herzebrock nur aus der Gemeinde Herzebrock bestand. Beide Ämter wurden von Anfang an in Personalunion verwaltet und galten ab 1851 als vereinigt. In der Folgezeit bürgerte sich der Name Amt Herzebrock für das vereinigte Amt ein, dem die drei Gemeinden Clarholz, Herzebrock und Lette angehörten.
Die folgenden Daten stammen vom 6. Juni 1961:
1. Clarholz (34,01 km², 3.807)
2. Herzebrock (47,18 km², 6.364)
3. Lette (13,75 km², 1.748)

Durch das Gesetz zur Neugliederung des Kreises Wiedenbrück und von Teilen des Kreises Bielefeld wurde das Amt zum 31. Dezember 1969 aufgelöst:
- Herzebrock und Clarholz wurden zur neuen Gemeinde Herzebrock (seit 1985 Herzebrock-Clarholz) zusammengeschlossen.
- Lette wurde in die Stadt Oelde im Kreis Beckum eingemeindet.
- Rechtsnachfolgerin wurde die Gemeinde Herzebrock-Clarholz.

## Einwohnerentwicklung
| Jahr | Einwohner | Quelle |
| ---- | --------- | ------ |
| 1843 | 05.039    | [ 7 ]  |
| 1871 | 05.335    | [ 7 ]  |
| 1910 | 06.322    | [ 8 ]  |
| 1925 | 07.260    | [ 9 ]  |
| 1939 | 07.891    | [ 10 ] |
| 1950 | 11.104    | [ 6 ]  |
| 1961 | 11.919    | [ 6 ]  |